# Le Journal de Jaimie
Pour plus de détails, voir Fiche technique et Distribution.
Le Journal de Jaimie est un téléfilm de la collection des Disney Channel Original Movie. C'est une comédie dramatique de 1h39 réalisée en 2006 par Paul Hoen.

## Synopsis
Jaimie Bartlett, une jeune fille impopulaire et effacée, tient un journal intime avec comme héroïne, Is, son alter ego. Is est beaucoup plus sûre d'elle que Jaimie, et tout le monde l'apprécie. Elle ne manque pas une occasion de « zapper » (faire disparaître) Myrna (Sawyer dans la vraie vie) et ses « Clones » (ses deux meilleures amies).
Mais Jaimie propose son journal à un concours d'écriture de son lycée par erreur, à la place d'un sujet de cinq pages sur « Comment mieux optimiser le temps des interclasses » et celui-ci se retrouve premier ! Jaimie devient de plus en plus populaire, et Marco, le garçon dont elle est amoureuse (et qui sort avec Sawyer), semble s'intéresser à elle. Mais tout commence à changer pour elle quand un éditeur qui a lu l'extrait dans le journal du lycée décide d'en faire un livre, « Is sauve le monde ». Trop occupée entre les interviews et les shows télé, Jaimie consacre de moins en moins de temps à ses amis, Harmony, Connor et Lindsay et passe de plus en plus de temps avec Sawyer et ses « Clones ». Is, qui obsède désormais ses pensées, la manipule et la pousse à devenir une fille superficielle, qui fait très attention à son image. Mais lors d'une interview, Jaimie révèle accidentellement que Myrna est Sawyer. Tout le lycée se retourne contre elle en comprenant que chaque personnage de son livre représente un élève de l'école et même ses anciens amis ne veulent plus lui parler. Son seul soutien reste Marco, dont elle adore la poésie et le croit grand écrivain en devenir. Mais lors du bal de l'Océan, où elle est accompagnée de Marco, elle apprend en réalité que la lettre de soutien à son égard parue quelques jours auparavant dans le journal du lycée n'était pas de lui mais de Connor, tout comme la magnifique poésie qu'il avait récité devant toute la classe. Jaimie se rend compte que la seule personne qu'elle aime n'est pas Marco mais Connor, qu'elle embrasse et avec qui elle passe le reste de la soirée. Tout se finit bien pour la lycéenne, qui se réconcilie avec Harmony et Lindsay, et qui se détache d'Is, dont la vraie personnalité est enfin découverte.

## Fiche technique
- Titre original : Read It And Weep
- Titre français : Le Journal de Jaimie
- Réalisation : Paul Hoen
- Scénario : Patrick J. Clifton et Beth Rigazio
- Photographie : Gordon Lonsdale
- Montage : Louis F. Cioffi
- Musique : Nicholas Hooper
- Production : Don Schain (producteur), Sheri Singer (producteur exécutif)
- Distribution : Disney Channel
- Pays d'origine : États-Unis
- Langue : Anglais
- Format : Couleurs
- Genre : comédie dramatique
- Durée : 99 minutes
- Date de première diffusion :  États-Unis : 21 juillet 2006

## Distribution
- Kay Panabaker (VF : Kelly Marot) : Jamie Bartlett
- Danielle Panabaker (VF : Charlotte Corréa) : Isabella, dite « Is »
- Alexandra Krosney (VF : Karl-Line Heller) : Harmony
- Marquise Brown  (VF : Manon Azem) : Lindsay
- Allison Scagliotti-Smith (VF : Audrey Botbol) : Sawyer Sullivan
- Jason Dolley (VF : Arthur Pestel) : Connor Kennedy
- Chad Broskey (VF : Fabrice Trojani) : Marco Vega
- Tom Virtue : Ralph Bartlett
- Connie Young : Peggy Bartlett
- Robin Riker : Diana
- Nick Whitaker : Lenny Bartlett
- Falisha Fehoko : Jennifer #1
- Malinda Money : Jennifer #2
- Joyce Cohen : Miss Gallagher

Version française
- Société de doublage : Dubbing Brothers France
- Direction artistique : Karine Breitburd
- Adaptation des dialogues : Laurence Crouzet

Source : carton de doublage sur Disney+